# آرتور کاتن
آرتور کاتن (انگلیسی: Arthur Cotton؛ ۱۵ مه ۱۸۰۳ – ۲۴ ژوئیهٔ ۱۸۹۹) فرد نظامی اهل پادشاهی متحد بریتانیای کبیر و ایرلند بود.